# George Beckwith (militar)
George Beckwith KB (1753 — 20 Março 1823) foi um general e oficial do exército britânico.